# Poema-piada
Poema-piada, ou poesia-piada, é a designação de um tipo de poema curto e cômico surgido a partir do modernismo. No Brasil, autores como Oswald de Andrade, Carlos Drummond de Andrade, Manuel Bandeira, Murilo Mendes e Paulo Leminski foram notáveis expoentes deste gênero, ainda que a poesia de cada um apresente características marcadamente diferentes entre si.
O "poema-piada", termo que, ao que consta, teria sido cunhado por Sérgio Milliet, irrompeu a partir da contestação do parnasianismo no século XX, no contexto do modernismo. O poema-piada apresenta-se como uma provocação às formas tradicionais de se fazer poesia, em geral vistas como excessivamente rígidas.
Cota Zero, exemplo de poema-piada por Carlos Drummond de Andrade:
Stop.

A vida parou.

Ou foi o automóvel?
Tipicamente, o poema-piada drummondiano contém uma carga de anti-lirismo e ironia e aborda temas como o amor e o desencontro, de maneira humorosa.